# Бер Макрири
Бер Макрири (енгл. Bear McCreary; рођен 17. фебруара 1979) је композитор који живи и ради у Лос Анђелесу. Постао је познат захваљујући својој музици за телевизијску серију , која се приказивала од 2004. до 2009.

## Биографија
Макрири је провео највећи део своје младости у Белингаму у држави Вашингтон. Студирао је код цењеног филмског композитора Елмера Бернстина на USC Thornton School of Music и реконструисао његову музику из филма Kings of the Sun (1963). Њихова сарадња је омогућила да се објави албум с тим композицијама први пут након 40 година.
Између 1998. и 2005, Макрири је компоновао за многе кратке филмове, међу којима је и мјузикл Џона Чуа When the Kids Are Away. Макрири је дуго узимао часове клавира, а сам је увежбао и хармонику. Његова музичка група се зове 17 Billion Miles of DNA и свира авангардни џез.
Макриријева вереница је певачица и песник Реја Јарбро, која је учествовала у његовим композицијама за серију .

## и
Макрири је 2003. радио са главним композитором Ричардом Гибсом на тросатној мини-серији која представља пилот за нову серију Battlestar Galactica. Када је Гибс одлучио да не настави рад на серији, Макрири је постао нови композитор. Писао је музику за преко седамдесет епизода, све до 2009. када је серија завршена. Макрири је до сада објавио те композиције у четири музичка албума, које су добро оценили и јавност и критичари.. Албуми су доспевали на Амазонов списак Top Music Sales Charts неколико седмица пре него што су пуштани у продају. Макрири ће компоновати и за серију , која се дешава у истом измишљеном свету као и Battlestar Galactica.

## Остале композиције
Макрири је радио и на другим телевизијским серијама, као што су Eureka и Terminator: The Sarah Connor Chronicles. Почео је да компонује за нову серију , која се заснива на истоименом стрипу. Већ је с потпуним оркестром снимио музику за њен пилот.